# کرگدن (مجموعه نمایش خانگی)
کرگدن مجموعهٔ تلویزیونی ایرانی به کارگردانی کیارش اسدی‌زاده و تهیه‌کنندگی صادق یاری، محصول سال ۱۳۹۸ است. پخش این مجموعه از ۱۶ آبان ۱۳۹۸ در شبکهٔ نمایش خانگی فیلیمو آغاز شد. در ابتدا نام این مجموعه قرار بود پیتوک شود اما پس از سرودن تیتراژ و مشکلات پیش آمده با تهیه‌کننده، نام آن به کرگدن تغییر یافت. «کرگدن» مخفف پنج اسم «کاظم»، «رها»، «گیسو»، «دانیال»، «نوید» می‌باشد.

## خلاصهٔ داستان
چند جوان، به واسطهٔ مهارت‌هایشان وارد چالش آدرنالین می‌شوند و این سرآغاز رفاقت میان آن‌هاست، فارغ از اینکه چالش آدرنالین از طرف یک مافیای بزرگ و پرقدرت طراحی شده‌است و ماجراهای غیرقابل پیش‌بینی را رقم می‌زنند. این جوان‌ها هر کدام با مهارتی ویژه در این چالش شرکت کرده‌اند، مصطفی زمانی در نقش نوید در مهارت موتورسواری تبحر ویژه‌ای دارد، سارا بهرامی در نقش رها در رشتهٔ پارکور فعالیت می‌کند، سارا بهرامی فرزندی دارد کر و لال، هدی زین العابدین در نقش گیسو دختری است عاشق هیجان و تجربه‌های خطرناک، که در رشتهٔ آفرود فعالیت می‌کند، پوریا رحیمی سام در نقش کاظی (کاظم) خوانندهٔ سریال می‌باشد که هم در طول سریال مشغول فعالیت خوانندگی هست و هم تیتراژ پایانی سریال را خوانده‌است، کاظی مهارت خاصی در نفس‌گیری در آب دارد، بانیپال شومون در نقش دانیال ایفای نقش می‌کند، دانیال فعالیت بوکس دارد و همچنین صاحب یک باشگاه اسب‌سواری هست، دانیال در طول سریال رابطهٔ احساسی با خواهر نوید (نازنین) پیدا می‌کند.
تا اینکه نوید در پروسه موتور سواری میمیرد...

## بازیگران
| بازیگر           | نقش                 |
| ---------------- | ------------------- |
| مصطفی زمانی      | نوید                |
| سارا بهرامی      | رها (نجمه)          |
| هدی زین‌العابدین  | گیسو                |
| پوریا رحیمی‌سام   | کاظم (کاظی)         |
| بانیپال شومون    | دانیال              |
| پانته‌آ پناهی‌ها   | ونوشه عظیمی         |
| مهدی کوشکی       | کوروش               |
| ستاره پسیانی     | نازنین              |
| الهام کردا       | کیانا مرادی (سیمین) |
| کاظم سیاحی       | مارک (مهران ارک)    |
| نادر فلاح        | طاهر                |
| محمد امین        | افشین               |
| شراره حضرتی      | گیتی                |
| معصومه قاسمی‌پور  | حمیرا اوتادی        |
| مجید آقاکریمی    | بهنام               |
| بیژن افشار       | مسعود پرتوی         |
| امیر سمواتی      | رسول ثابتی          |
| ترنم کرمانیان    | باران               |
| مهرداد نیکنام    | مهرداد              |
| مرتضی آقاحسینی   | احمد ثابتی          |
| امیر جنانی       | جلال                |
| شمسی صادقی       | کتایون              |
| بهادر زمانی      | پویا سرمدی          |
| آرمینه زیتونچیان | خورشید              |
| سامان دارابی     | سامان دادفر         |
| علی میلانی       | خان عمو             |

## پخش
زمان پخش این سریال از ۱۶ آبان ماه ۱۳۹۸ می‌باشد و سپیده عبدالوهاب تدوین «کرگدن» را هم‌زمان با تولید آغاز کرده‌است.
مجری طرح این پروژه مهدی یاری است و «کرگدن» توسط مؤسسهٔ سرو رسانه پارسیان توزیع شد.